# Yamamoto Yūzō

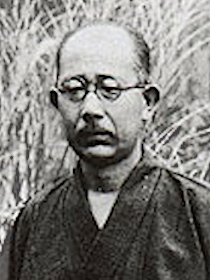
Yamamoto Yūzō, 1938

Yamamoto Yūzō (japanisch 山本 有三, wirklicher Name: 山本 勇造 bei gleicher Lesung; * 27. Juli 1887 in Tochigi; † 11. Januar 1974 in Atami) war ein japanischer Schriftsteller.

## Leben
Der Sohn eines Kimonohändlers studierte Germanistik an der Kaiserlichen Universität Tokio. 1920 debütierte er mit dem Theaterstück Inochi no kanmuri (生命の冠). Mit Kikuchi Kan und Akutagawa Ryūnosuke gründete er einen Schriftstellerverband und gab die Literaturzeitschrift Shinshichō heraus. Während des Zweiten Weltkrieges musste er wegen staatlicher Zensur die Arbeit an seiner Erzählung Robō no ishi abbrechen. Neben weiteren Dramen (u. a. Eiji-koroshi, 1920 und 同志の人々, Dōshi no hitobito, 1923) veröffentlichte er auch Kinderbücher und Romane wie Nami („Wellen“, 1928), Onna no isshō (女の一生, 1932), Shinjitsu ichiro („Der rechte Weg“, 1935) und Robō no ishi (路傍の石, 1937). 1965 wurde er als Person mit besonderen kulturellen Verdiensten und darüber hinaus mit dem kaiserlichen Kulturorden ausgezeichnet.

## Werke (Auswahl)
- 1924 Eiji-koroshi (嬰児殺し)
  - „Die Kindsmörderin“, übersetzt von Hisashi Kojima. In: Kesa und Morito. Die Kindsmörderin, Tokyo, 1959, S. 23–51
- 1924 Honzon (本尊)
  - „Buddha“, übersetzt von Hermann Bohner. In: Festgabe der Deutschen Gesellschaft für Natur und Völkerkunde Ostasiens zum 70. Geburtstag von Professor Dr. Karl Florenz a, 10. Jan. 1935, Nr. 25, Tokyo, 1935, S. 31–42
- 1928 Nami (波)
  - „Wellen“, übersetzt von Waichi Sakurai. Stuttgart, Cotta, 1938
- 1931 Nyonin Aishi: Tōjin Okichi Monogatari, gilt in der englischen Übersetzung von Glenn W. Shaw als Vorlage für das Bertolt Brecht zugeschriebene Stück Die Judith von Shimoda
- 1935 Shinjitsu ichiro (真実一路)
  - „Der rechte Weg“, übersetzt von Shin’ichi Hoshino und Hertha Jahn. Tokyo, 1960
- 1938 „Stein am Wegesrand“,  „Robō no ishi“ (路傍の石), verfilmt von Tasaka Tomotaka
- 1949 Buji no hito (無事の人)
  - „Ein ausgeglichener Mensch“, übersetzt von Erich Holubowsky. In: Yamamoto Yūzō und sein Werk Buji no hito, Wien, 1975, S. 106–228
- Tete oya (父親)
  - „Väterchen“, übersetzt von Hermann Bohner. In: Yamato, Nr. 3, Tokyo, 1931, S. 280–296

### Übersetzungen
(Quelle: )
- Werke von Arthur Schnitzler
- Werke von August Strindberg
- Werke von Hermann Sudermann